# Thomas Hay (7e comte de Kinnoull)
Thomas Hay, 7e comte de Kinnoull (1660 - 5 janvier 1719), titré vicomte Dupplin de 1697 à 1709, est un pair écossais et un homme politique conservateur.

## Biographie

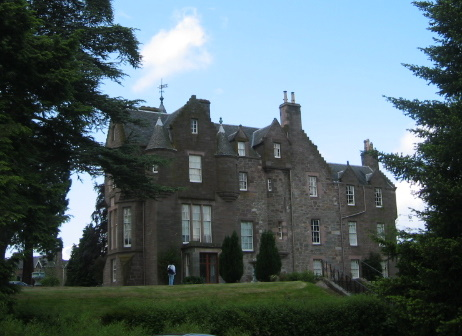
Château de Balhousie

Il est un descendant de Peter Hay de Rattray, Perthshire (frère cadet de George Hay (1er comte de Kinnoull)) et de Margaret Boyd . Thomas Hay est un membre conservateur du parlement écossais du Perthshire entre 1693 et 1697. Il est créé vicomte Dupplin le 31 décembre 1697. Il réside au siège familial du château de Balhousie .
William Hay, 6e comte de Kinnoull, partisan du roi Jacques II, renonce à ses titres après l'abdication du roi. William reçoit une pairie à vie par la reine Anne et à sa mort le 10 mai 1709, les titres passent à Thomas.
Il est commissaire de l'Union des parlements anglais et écossais en 1707. Il siège au Premier Parlement de Grande-Bretagne en tant que l'un des 16 pairs représentatifs entre 1710 et 1714 .
Le comte et son héritier sont brièvement emprisonnés au Château d'Édimbourg, soupçonnés de sympathies jacobites lors du soulèvement de 1715 .

## Mariage et descendance
Il épouse Lady Elizabeth, fille de William Drummond (1er vicomte Strathallan) (en), le 20 décembre 1683. Ils ont cinq enfants : 
1. Lady Margaret Hay (30 septembre 1686 - 26 avril 1707), épouse John Erskine (6e comte de Mar) le 6 avril 1703
2. Lady Elizabeth Hay (décédée en 1723), épouse James Ogilvy (5e comte de Findlater)
3. George Hay (8e comte de Kinnoull) (23 juin 1689 - 28 juillet 1758), épouse Lady Abigail Harley
4. William Hay, décédé avant 1711
5. John Hay de Cromlix (1691-1740) créé comte d'Inverness